# Seti I

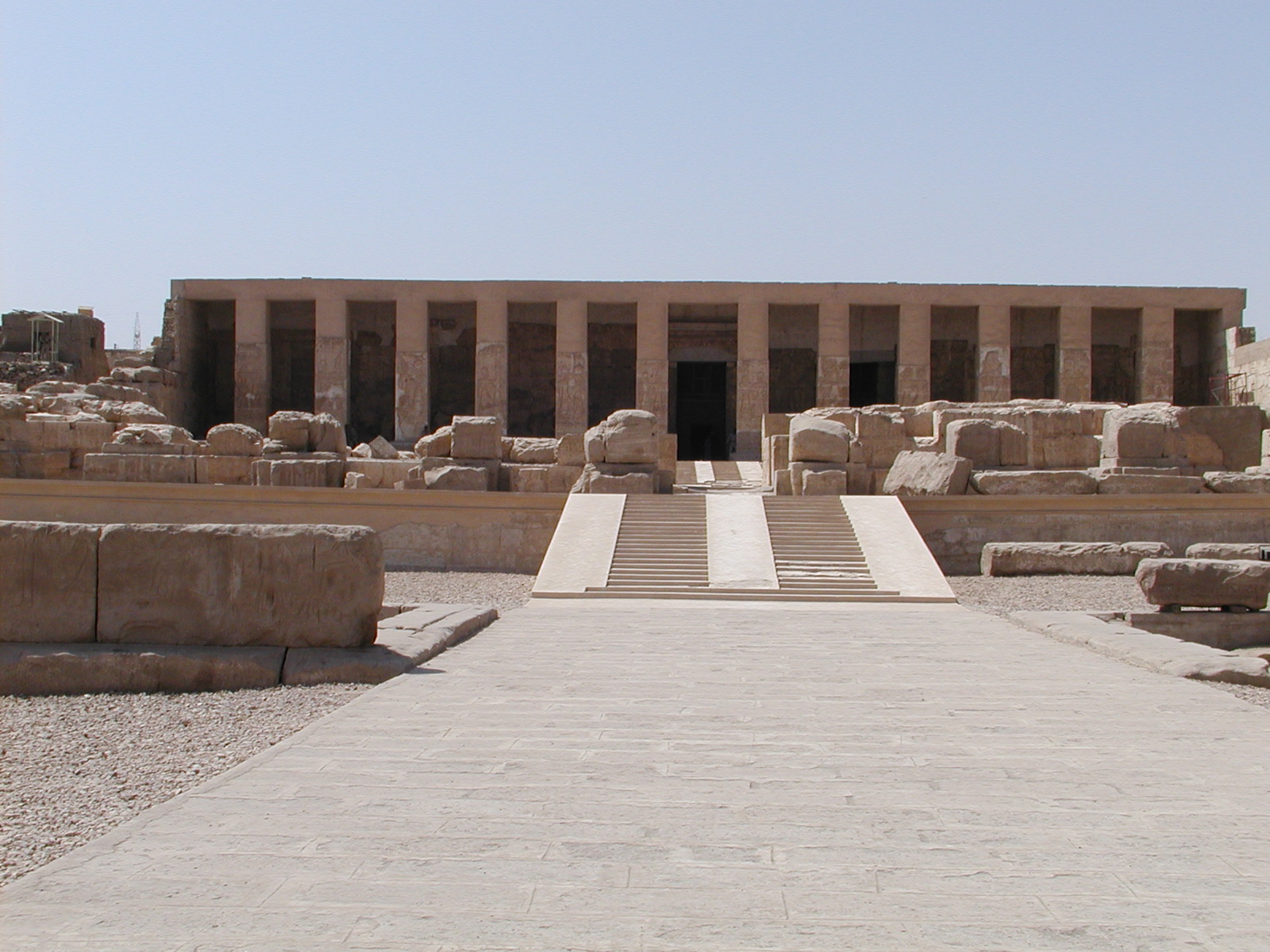
Đền thờ Seti I tại Abydos

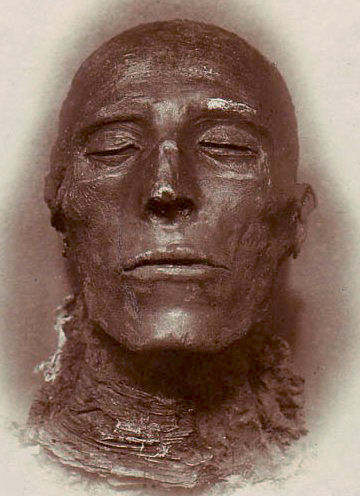
Phần đầu xác ướp của Seti I

Seti I (hay Sethos I) là pharaon thứ nhì của Vương triều thứ 19. Ông trị vì trong khoảng 1290 - 1279 TCN. Cái tên Seti của ông có nghĩa là"thuộc về thần Set".

## Gia quyến

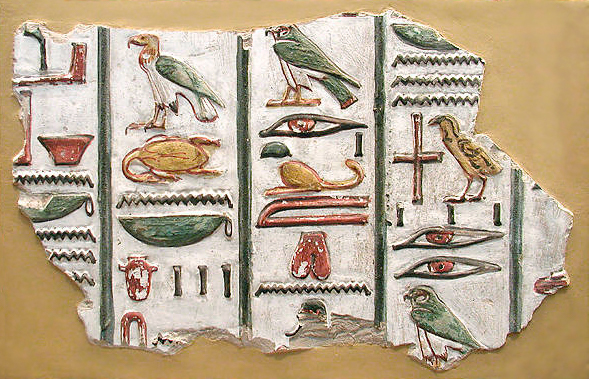
Những ký tự tượng hình từ ngôi mộ của Seti I

Seti I là người con duy nhất được biết đến của Ramesses I và hoàng hậu Sitre. Vợ ông là hoàng hậu Tuya. Họ có với nhau ít nhất 3 người con:
- Công chúa Tia, được sắc phong là "Chị em gái của Vua", lấy chồng là quan trông coi ngân khố cũng tên Tia, có hai con gái. Bà là chị của Nebchasetnebet và Ramesses II.
- Nebchasetnebet (khoảng 1305 – 1289 TCN), được phong Thái tử vào khoảng 1290 TCN. Vì là người kế vị trong tương lai nên ông được gửi tới Heliopolis để cai quản quân đội. Tuy nhiên, ông mất sau đó không lâu, vì vậy ngai vàng thuộc về tay của Ramesses.
- Ramesses II đại đế.
- Henutmire (?), là một công chúa và là một trong 7 hoàng hậu được sắc phong của Ramesses II. Bà không được gọi là "Chị em gái của Vua", nên không rõ bà là em gái hay là con gái của Ramesses II.

## Vương triều
Ramesses I và Seti I đã thiết lập lại trật tự vương quốc và tái khẳng định chủ quyền trên Canaan và Syria. Sau khi phụ vương băng hà, Seti phải đối đầu với nhiều cuộc tấn công của người Hittite. Ông đã cho tái hiện những chiến công hào hùng của mình tại đền thờ Amun ở Karnak. Một đền thờ của Seti tọa lạc tại Kurna, bờ tây sông Nin, trong khi một ngôi đền tráng lệ khác tại Abydos, được hoàn thiện bởi con trai ông.
Ông cũng được coi là một vị vua vĩ đại, nhưng danh tiếng sau đó đã bị lu mờ trước chính người con trai Ramesses II của ông.

### Niên đại
Chiều dài vương triều của Seti I có thể 11 hoặc 15 năm. Nhà Ai Cập học Kenneth Kitchen ước tính rằng 15 năm, nhưng không có ghi chép ngày tháng của Seti I sau năm thứ 11 của ông. Vì vậy 15 năm là không thể đối với triều đại của Seti. Jürgen von Beckerath cũng nhất trí rằng Seti chỉ cai trị 11 năm. Ngày chứng thực cuối cùng của ông là 12 (hoặc 13) tháng IV Shemu năm 11 tại Gebel Barkal.
Seti I đã cho khai thác đá vôi tại Aswan để xây dựng các đền đài và tượng khổng lồ trong năm thứ 9. Sự kiện này được đánh dấu trên 2 cột tháp lớn tại đó. Nhưng hầu hết các công trình của Seti chỉ được hoàn thành dưới thời con trai ông. Hai cột tháp lớn Flaminian và Luxor của Seti là một ví dụ, sau đó Ramesses đã đề tên mình lên đó, đánh dấu năm cai trị thứ hai của mình.

### Chiến dịch quân sự
Seti I đã tiến hành nhiều cuộc tấn công ở Tây Á, Libya và Nubia trong 10 năm đầu cai trị. Những chiến công được ghi nhận tại đại sảnh Hypostyle ở đền Karnak.

### Chiếm Kadesh
Thành tựu lớn nhất trong chính sách đối ngoại của Seti I là chiếm lấy thành Kadesh của Syria và lãnh thổ lân cận của Amurru từ Đế quốc Hittite. Ai Cập đã đánh mất Kadesh kể từ vương triều của Akhenaten. Tutankhamun và Horemheb đã thất bại trong việc chiếm lại thành phố từ người Hittite. Seti I đã thành công trong việc đánh bại một đội quân Hittite đã cố gắng để bảo vệ thành phố. Ông tiến vào thành phố trong chiến thắng cùng với con trai Ramesses II của mình và dựng lên một tấm bia chiến thắng tại nơi đây. Kadesh, tuy nhiên, sớm quay trở lại dưới sự kiểm soát của người Hittite bởi vì người Ai Cập đã không hoặc không thể duy trì một sự chiếm đóng quân sự thường trực với Kadesh và Amurru gần với quê hương của người Hittite.

## Chôn cất
Seti I được an táng ở KV17 trong Thung lũng các vị vua ở Thebes, Ai Cập. Ngôi mộ được phát hiện vào năm 1817 bởi Giovanni Battista Belzoni. Ngôi mộ được trang trí với những bức phù điêu đầy màu sắc. Tuy nhiên xác ướp của ông không nằm tại đây mà được tìm thấy tại mộ DB320 ở Deir el-Bahri.
Seti mất khi chưa được 40 tuổi. Ông có lẽ mất vì căn bệnh tim. Sinh thời ông cao khoảng 1.7 mét. Phần đầu của xác ướp đã bị chặt đứt bởi những tên trộm mộ, về sau được nối lại bằng vải lanh bởi các thầy tư tế Amun. Cỗ quan tài bằng thạch cao có khảm đồng sunfat màu xanh lam, hiện lưu giữ tại Luân Đôn, Anh.
Một bức tượng shabti tùy táng theo Seti I được cất giữ tại Bảo tàng Mỹ thuật Metropolitan.